# كريس بايرد
كريس بايرد (بالإنجليزية: Chris Baird)‏ (مواليد 25 فبراير 1982 في راشاركين - أيرلندا الشمالية) لاعب كرة قدم أيرلندي شمالي يلعب حاليا لصالح نادي الدرجة الممتازة فولهام الإنجليزي منذ 2007 في مركز قلب الدفاع كما يجيد اللعب في مركز الوسط المحوري . .

## مسيرته الكروية
لعب كريس بايرد خلال مسيرته الاحترافية مع 8 أندية في واحد وعشرون موسمًا وسجل خلالها 8 أهداف ضمن 341 مباراة. ولم يفز بأي موسم بالكأس أو بالدوري.
خاض كريس بايرد مسيرته مع نادي ساوثهامبتون في موسم 2001–02 في المرة الأولى واستمر معه طيلة ثلاثة مواسم ثم في موسم 2004–05 واستمر معه طيلة ثلاثة مواسم، مشاركًا طوالها في 85 مباراة سجل خلالها 3 أهداف. ثم انتقل إلى نادي واتفورد في موسم 2003–04 لمدة موسم واحد، حيث شارك في 8 مباريات ولم يسجل أي هدف. لينتقل بعدها إلى نادي فولهام في موسم 2007–08 في المرة الأولى ليلعب معه ستة مواسم ثم في موسم 2015–16 لمدة موسم واحد، مشاركًا طوالها في 134 مباراة سجل خلالها 4 أهداف. ثم انتقل إلى نادي بيرنلي في موسم 2013–14 لمدة موسم واحد، مشاركًا في 7 مباريات ولم يسجل أي هدف. هذا وانتقل لاحقًا إلى نادي وست بروميتش ألبيون في موسم 2014–15 لمدة موسم واحد، مشاركًا في 19 مباراة ولم يسجل أي هدف أيضًا. ثم انتقل بعدها إلى نادي ديربي كاونتي في موسم 2016–17 ولمدة موسمين، مشاركًا في 69 مباراة ولم يسجل أي هدف أيضًا.

## روابط خارجية
- كريس بايرد على موقع الاتحاد الأوربي (الإنجليزية)
- كريس بايرد على موقع قاعدة بيانات كرة القدم.إي يو (الإنجليزية)
- كريس بايرد على موقع ناشيونال فوتبول تيمز (الإنجليزية)
- كريس بايرد على موقع Soccerbase.com (لاعب) (الإنجليزية)
- كريس بايرد على موقع Soccerway.com (الإنجليزية)
- كريس بايرد على موقع عالم كرة القدم.نت (الإنجليزية)
- كريس بايرد على موقع كووورة
- كريس بايرد على موقع AS.com (الإسبانية)